# Hadena gueneei
Hadena gueneei là một loài bướm đêm thuộc họ Noctuidae. Nó được tìm thấy ở Ý, Balkan, Thổ Nhĩ Kỳ, Israel, Ngoại Kavkaz, Iran và Turkmenistan.
Con trưởng thành bay từ tháng 5 đến tháng 8. Có một lứa một năm.
Ấu trùng có thể ăn các loài capsules của Caryophyllaceae.

## Phụ loài
- Hadena gueneei gueneei
- Hadena gueneei hostilis